# 7918 Berrilli
7918 Berrilli è un asteroide della fascia principale. Scoperto nel 1981, presenta un'orbita caratterizzata da un semiasse maggiore pari a 2,4442458 au e da un'eccentricità di 0,2237187, inclinata di 5,85104° rispetto all'eclittica.
L'asteroide è dedicato al fisico italiano Francesco Berrilli. 